# Nils Strindberg

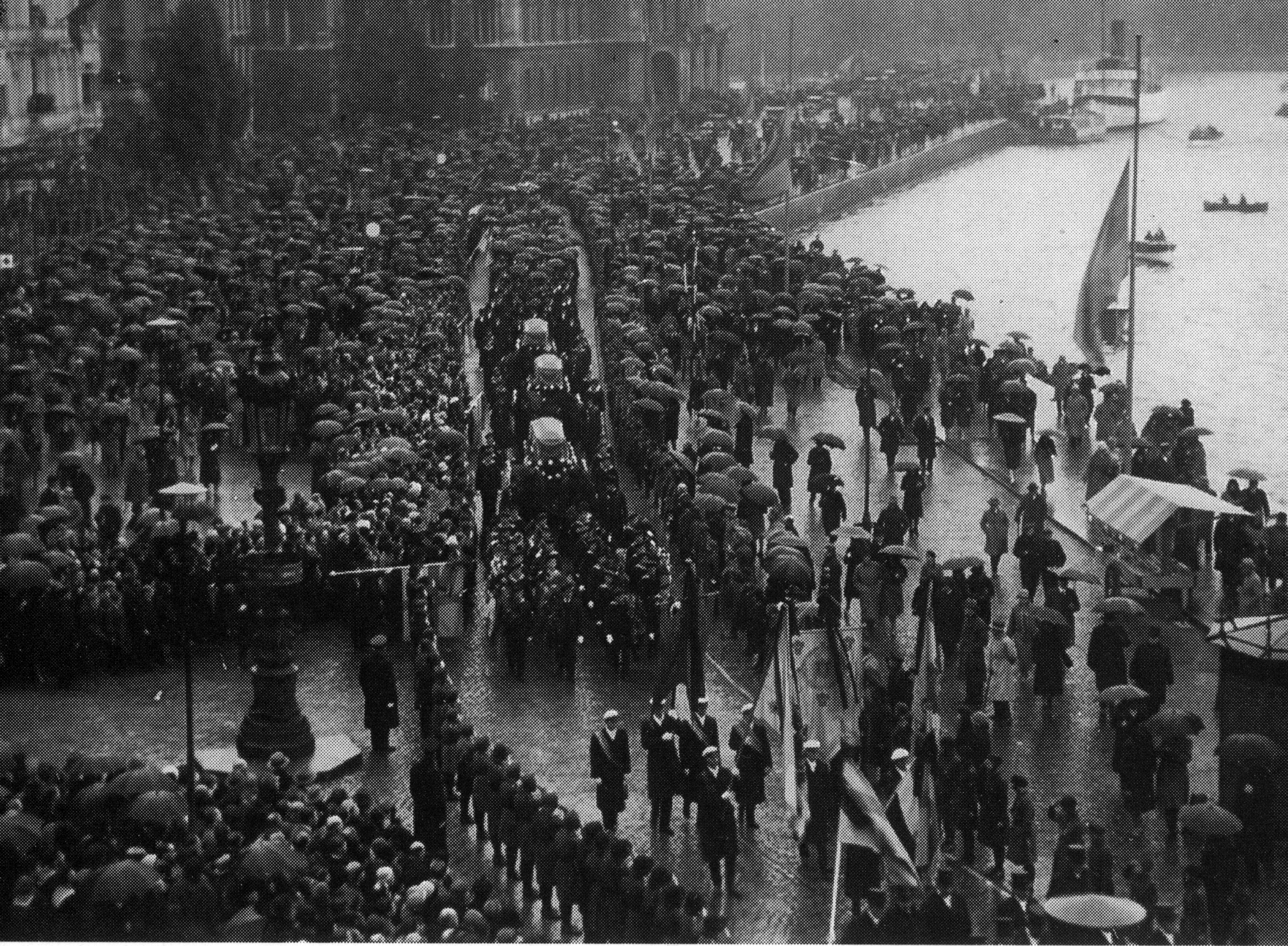
Funérailles des trois participants à l'expédition polaire. Octobre 1930 à Stockholm

Nils Strindberg, né le 4 septembre 1872 à Stockholm et mort en octobre 1897 sur Kvitøya dans le Svalbard, est un photographe suédois, membre de la tragique expédition polaire de S. A. Andrée au cours de laquelle il trouva la mort.

## Biographie
Durant cette expédition, il a photographié la longue dérive des explorateurs tentant de rejoindre des terres hospitalières. Lorsque les restes de l'expédition furent retrouvés en 1930, on découvrit cinq pellicules utilisées, dont l'une encore dans l'appareil photo. 93 des 240 clichés purent être sauvés par John Hertzberg à l'institut royal de technologie de Stockholm. Une partie de ces photos fut publiée avec les journaux des explorateurs dans Med Örnen mot Polen (traduction française En ballon vers le Pôle. Le drame de l'expédition Andrée, d'après les notes et documents retrouvés à l'Île Blanche, Plon, 1931).
Les journaux de Strindberg prennent la forme de messages à destination de sa fiancée et fournissent une vue plus personnelle sur les événements vécus par les explorateurs que les notes d'Andrée.
Il est l'oncle du directeur de la photographie Göran Strindberg (1917-1991).

## Galerie : photos de l'expédition

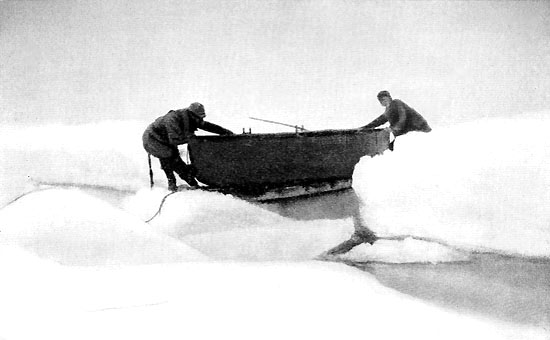
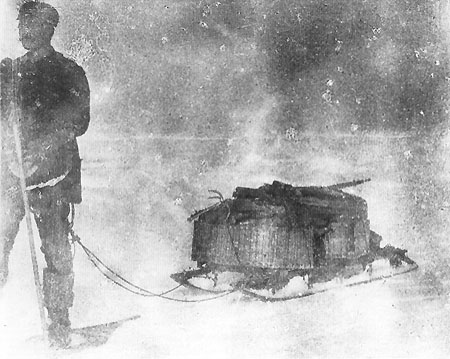

## Littérature
Le roman de Per Olof Sundman Le Voyage de l'ingénieur Andrée a pour narrateur Knut Fraenkel et Nils Strindberg en est un des personnages.